# Burg Montaillou
Die Burg Montaillou ist die Ruine einer Kammburg aus dem 12. Jahrhundert im französischen Département Ariège, unweit des Ortes Montaillou gelegen.

## Geschichte

### Anfänge

Grundriss der Ruine

Die Burg wurde durch die Herren von Alion gegen Ende des 12. Jahrhunderts auf einem Bergrücken nordnordöstlich von Ax-les-Thermes (Mont d'Aillou 1362 m NN) errichtet. Die Anlage umschloss ein Areal von 100 mal 30/40 Meter. Zu ihrer Sicherung wurde ein trockener Burggraben an der Nord-, Ost und Westseite in den blanken Fels geschlagen. Auf der Südseite wurde wegen des steilen Abhangs auf einen Graben verzichtet. Die Mauern wurden Ende des 13. Jahrhunderts verstärkt. Der Donjon umfasste ein Innenareal von acht auf zehn Meter und war vermutlich drei Stockwerke hoch. Er diente nicht nur zur Verteidigung, sondern auch zur Übermittlung von Nachrichten mit den Türmen von Prades und Camurac. Urkundlich erwähnt wurde die Anlage erstmals 1272 in einer Auflistung der Festungen in der Grafschaft Foix.

### Bedeutung während der Katharerzeit
Die Herren von Alion, ursprünglich aus dem Pays de Sault von den Burgen Usson und Quérigut kommend, waren Vasallen des Grafen von Barcelona. Bernard d’Alion heiratete 1236 die Tochter des Grafen von Foix, Esclarmonde. Wegen seines Engagements für die katharische Lehre und seines Beistandes bei der Verteidigung von Montségur 1244 verlor er alle seine Güter. Burg und Dorf Montaillou fielen dem Grafen von Foix zu, der sie 1415 zu einer Grenzbefestigung zwischen dem Königreich Aragon, der Grafschaft Foix und dem Einflussbereich des Königs von Frankreich ausbaute. Bernard selbst wurde wegen seines Glaubens 1258 von der Inquisition in Perpignan bei lebendigem Leibe verbrannt.
Ende des 13. und Anfang des 14. Jahrhunderts spielte die Burg noch einmal in den Akten der Inquisition eine Rolle, als der Bischof von Pamiers Jacques Fournier die ehemalige Kastellanin Béatrice de Planisolles und alle Einwohner des Dorfes wegen des Verdachts der Häresie verhörte. Die Burg selbst überstand die Kreuzzüge gegen die Albigenser.

### Das Ende der Burg
Im Hundertjährigen Krieg diente die Burg den Dorfbewohnern nochmals vorübergehenden als Schutz, bevor 1638 auf Befehl Richelieus die Burgmauern abgetragen wurden. Heute findet man nur noch Reste des Bergfrieds und des Burggrabens. Durch Ausgrabungen in den letzten Jahren konnten Teile der östlichen Befestigung sowie eines Wohnhauses aus dem 13. Jahrhundert freigelegt werden.
Im Dezember 1984 wurde die Ruine in die Liste der Monuments historiques aufgenommen.